# Elusa innotata
Elusa innotata là một loài bướm đêm trong họ Noctuidae.